# Błydni (przystanek kolejowy)
Błydni (ukr. Блидні) – przystanek kolejowy w pobliżu miejscowości Błydni, w rejonie szepetowskim, w obwodzie chmielnickim, na Ukrainie. Położony jest na linii Koziatyn – Berdyczów – Szepetówka.
W okresie międzywojennym istniał w tym miejscu blok kolejowy, położony nieopodal Futoru Bobrowskiego.